# Cerreto Laziale
Cerreto Laziale – miejscowość i gmina we Włoszech, w regionie Lacjum, w prowincji Rzym.
Według danych na rok 2004 gminę zamieszkiwało 1057 osób, a gęstość zaludnienia wynosi 96,1 os./km².